# Limba mozarabă
Mozaraba a fost numele dat de lingviștii secolului al XIX-lea unui grup de dialecte romanice ce se vorbeau în teritoriile din Peninsula Iberică aflate sub dominație musulmană, începând cu invazia arabă (711) și până în secolul al XIII-lea. Dialectele mozarabe erau vorbite în special în teritoriile musulmane din Al-Andalus (Andaluzia de astăzi) și se crede că au fost vorbite în principal, dar nu exclusiv, de către creștinii mozarabi. Dialectele mozarabe au dispărut în secolul al XIII-lea, după Reconquista (Recucerirea), fiind înlocuite sau contopite cu limba din regatele creștine (galaico-portugheza, asturleoneza, castiliana, navarro-aragoneza, catalana), nu fără a lăsa multe cuvinte în limba de zi cu zi de astăzi. Puținul care a ajuns până la noi, în scris, din aceste dialecte, precum unele jarchas (texte de cântece populare hispanoarabe), este scris în al-jamía, adică cu litere arabe.